# Trigger Warning (Film)
Trigger Warning ist ein US-amerikanischer Spielfilm aus dem Jahr 2024 mit Jessica Alba, Mark Webber und Anthony Michael Hall, der unter der Regie von Mouly Surya nach einem Drehbuch von John Brancato, Josh Olson und Halley Gross entstand. Auf Netflix wurde der Actionthriller am 21. Juni 2024 veröffentlicht.

## Handlung
Nachdem die Spezialagentin Parker über den Tod ihres Vaters informiert wird, bricht sie ihren aktuellen Einsatz in Übersee ab und kehrt in ihre Heimatstadt zurück.
Dort hat sie von ihrem Vater eine kleine Bar geerbt und trifft auf ihren Ex-Freund und nunmehrigen Sheriff Jesse sowie dessen Bruder Elvis und deren Vater Senator Swann.
Parker findet heraus, dass Senator Swann der Kopf einer Bande ist, die in ihrer Heimatstadt ihr Unwesen treibt und es beim Tod ihres Vaters nicht mit rechten Dingen zuging. Mit ihren als Agentin erworbenen Kampffertigkeiten beginnt sie, die Verantwortlichen zur Rechenschaft zu ziehen.

## Besetzung und Synchronisation
Die deutschsprachige Synchronisation übernahm die Iyuno Germany. Dialogregie führte Stefan Günther, der auch das Dialogbuch schrieb.
| Rolle                 | Darsteller           | Synchronsprecher  |
| --------------------- | -------------------- | ----------------- |
| Parker                | Jessica Alba         | Stephanie Kellner |
| Beck                  | Nadiv Molcho         | Peter Frerich     |
| Elvis Swann           | Jake Weary           | Patrick Schröder  |
| Frank                 | James Cady           | Björn-Tilo Kraft  |
| Georgia               | Stephanie Jones      | Inez Günther      |
| Ghost                 | Kaiwi Lyman          | Nils Kreutinger   |
| Luis Torres           | David DeLao          | Mike Carl         |
| Mike                  | Gabriel Basso        | Julian Bayer      |
| Mohamed 'Mo'          | Hari Dhillon         | Stefan Günther    |
| Senator Ezekiel Swann | Anthony Michael Hall | Thomas Rauscher   |
| Sheriff Jesse Swann   | Mark Webber          | Jochen Paletschek |
| Spider                | Tone Bell            | Leonard Hohm      |

## Produktion und Hintergrund
Der Film wurde von Thunder Road Pictures und Lady Spitfire produziert, als Produzenten fungierten Esther Hornstein, Basil Iwanyk und Erica Lee. Dreharbeiten fanden im September und Oktober 2021 in Mexiko statt.
Die Kamera führte Zoë White, die Montage verantworteten Chris Tonick und Robert Grigsby Wilson. Das Production-Design gestaltete Natasha Gerasimova und das Kostümdesign Samantha Hawkins. Das Script wurde 2016 von Thunder Road erworben. Für Hauptdarstellerin Jessica Alba war dies die erste Filmrolle seit dem 2019 veröffentlichten Psychothriller Killers Anonymous – Traue niemandem bzw. die erste Rolle seit der 2020 abgesetzten Serie L.A.’s Finest.
Die Musik schrieb Enis Rotthoff. Das Soundtrack-Album mit insgesamt 28 Musikstücken wurde am 21. Juni 2024 von Netflix Music als Download veröffentlicht.
Der erste Trailer wurde Ende Mai 2024 vorgestellt.

## Rezeption

### Kritiken
Jan Werner vergab auf filmtoast.de 1,5 von 5 Punkten. Trotz der Präsenz von Jessica Alba und ein paar akzeptabel inszenierten Gewaltspitzen komme der Action-Thriller um Jahrzehnte zu spät, um noch irgendjemanden wirklich unterhalten zu können. Der Film sei vorhersehbar, schablonenartig und langweilig.
Oliver Armknecht bewertete den Film auf film-rezensionen.de mit vier von zehn Punkten. Nach dem sehenswerten Westerndrama Marlina – Die Mörderin in vier Akten versuche sich Regisseurin Mouly Surya an einem Actionthriller und verschwende dabei nicht nur ihre Zeit, sondern die vom Publikum. Die Geschichte gebe nicht viel her, die Actionszenen ebenso wenig, selbst schauspielerisch bleibe da nichts in Erinnerung.
Dani Maurer bezeichnete den Streifen auf outnow.ch als solide produzierten, aber auch etwas langweiligen Actionfilm. Gaby Tscharner Patao schrieb auf cineman.ch, dass der Film gute Kampfchoreographien liefere, Regisseurin Mouly Surya kreiere eine attraktive Bildsprache. Allerdings wirkten die Ausstattung und die Spezialeffekte oft billig.

### Abrufe
Laut Flixpatrol landete der Film nach Veröffentlichung in insgesamt 76 Ländern auf Platz eins der Netflix-Charts. Mit 25,7 Millionen Zuschauern war es in der Startwoche der meistgesehene Titel.
Laut digital i erreichte der Film in Deutschland im Juli 2024 rund 545.000 Haushalte.
Mit 57,7 Millionen Views im Jahr 2024 lag der Film auf Platz zehn in der Netflix-Jahresauswertung.